# Scheloribates willmanni
Scheloribates willmanni är en kvalsterart som beskrevs av Hammer 1961. Scheloribates willmanni ingår i släktet Scheloribates och familjen Scheloribatidae. Inga underarter finns listade i Catalogue of Life.